# Yehuda Cooperman
Yehuda Cooperman (né en 1930 à Dublin, Irlande et mort le 4 janvier 2016 à Jérusalem, Israël) est un rabbin orthodoxe israélien, d'origine irlandaise. Il est le fondateur de l'institution pour jeunes filles, le Michlalah Jerusalem College for Women.

## Biographie
Yehuda Cooperman est né en 1930 à Dublin, en Irlande.

### Études
Yehuda Cooperman est diplômé en droit et en langues sémitiques de l'Université de Dublin. Il s'occupe de mouvements de jeunesse juive religieux.
Il étudie à la Yechiva de Gateshead, au Royaume-Uni avec le rabbin Eliyahu Eliezer Dessler. Puis il étudie avec le rabbin Yechezkel (Chaskel) Sarna , le rosh yeshiva de la Yeshivas Chevron. Il reçoit son diplôme de rabbin (Semikha) du rabbin Sarna et du rabbin Yitzhak HaLevi Herzog (Premier grand-rabbin de l'État libre d'Irlande, de 1921 à 1936, il devient, de 1937 jusqu'à sa mort, grand-rabbin de la Palestine mandataire puis de l'état d'Israël après 1948).
En 1952, il épouse Tzippora, et il retourne à l'Université de Dublin. Il y reçoit un Master Degree en langues sémitiques et en éducation. 
Il obtient un doctorat de l'Hebrew Theological College de Skokie (Chicago), en Illinois.

### Alyah
En 1956, avec son épouse, il fait son Aliyah en Israël. 

### Michlala
Le Michlalah Jerusalem College for Women (connue aussi comme La Michlalah est une institution juive orthodoxe destinée aux jeunes filles fondée, en 1964, par le rabbin Yehuda Cooperman, à Jérusalem, en Israël. La Michlala est située dans le quartier de Bayit VeGan.

### Famille
Le fils de Yehuda Cooperman, le rabbin Hillel Cooperman,  est bien connu à la Yechiva de Mir à Jérusalem. Sa fille, professeur Devorah Rosenwasser, est un Dean à Machal.

### Mort
Yehuda Cooperman est mort à Jérusalem le 4 janvier 2016 (23 Tevet 5776), à l'âge de 86 ans et est enterré au cimetière de Sanhédriah.

## Honneurs
- Harav Kook Prize for Torah Literature (1985).
- Yakir Yerushalayim Prize (2006).